# Aeroporto di Francistown
L'aeroporto di Francistown (IATA: FRW, ICAO: FBFT) è un aeroporto botswano situato a circa 2,4 km a ovest dal centro di Francistown, seconda città più popolosa del Botswana e capoluogo del Distretto Nordorientale. Terzo aeroporto del paese per traffico di passeggeri è indicato dalla Civil Aviation Authority of Botswana (CAAB) come International Major Airport. Dal 2019 è intitolato al politico Philip Matante.
La struttura è posta all'altitudine di 1 001 m s.l.m. (3 283 ft), costituita da un terminal passeggeri, inaugurato nel 2011, una torre di controllo e da due piste, la principale con superficie in asfalto con orientamento 11/29, lunga 2 200 m e larga 30 m (7 218 × 98 ft) ed equipaggiata con dispositivi di assistenza all'atterraggio tra i quali un impianto di illuminazione ad alta intensità (HIRL) e indicatore di angolo di approccio PAPI, la secondaria, con orientamento 16/34, lunga 1 264 × 22 m (4 147 × 72 ft) con superficie in ghiaia e priva di dispositivi di assistenza.
L'aeroporto, di tipologia mista (civile e militare) è di proprietà del governo botswano, è aperto al traffico commerciale e ospita nella sua struttura un reparto della Botswana Defence Force Air Wing, componente aerea del Botswana Defence Force.

## Espansione
La struttura fu oggetto di un piano di ricostruzione ed espansione varato nel 2008 come conseguenza dello stimato maggiore afflusso turistico legato al Campionato mondiale di calcio 2010 che si tenne nel confinante Sudafrica.
Il costo per tutte e tre le fasi di espansione fu stimato superare i P500 milioni, con termine simultaneo dei lavori intorno a maggio 2010.
Nel 2011 la proprietà congiunta del vecchio terminal venne trasferita al Botswana Defence Force diventando così una base aerea militare, con il traffico civile spostato al nuovo terminal ad ovest della struttura.